# Нджоба, Корнелиус
Корнелиус Тухафени Нджоба (англ. Cornelius Tuhafeni Ndjoba; 1930, Кваньяма — 1983, Эленджа) — намибийский политик и лютеранский пастор времён южноафриканской оккупации ЮЗА. Глава администрации Овамболенда, второй президент Демократического альянса Турнхалле. Занимал антикоммунистические позиции, был непримиримым противником СВАПО. Убит в результате теракта.

## Пастор и администратор
Родился в семье племенной аристократии овамбо. Работал школьным учителем. В 1957 поступил в лютеранскую семинарию. С 1968 — пастор Евангелической лютеранской церкви Юго-Западной Африки (ЮЗА). Именовался преподобный Нджоба.
Тогда же, с 1968 года, Корнелиус Нджоба активно включился в племенную политику овамбо. Был депутатом законодательного совета Овамболенда, возглавлял местную администрацию района Кваньяма. В 1975 сменил убитого Филемона Элифаса на посту главного министра Овамболенда.

## Антикоммунистический политик
Корнелиус Нджоба был убеждённым правым антикоммунистом, решительным противником марксистского движения СВАПО. Сторонник независимости Намибии, главной задачей он считал военное противостояние СВАПО и выступал за сотрудничество с ЮАР. В 1974 Нджоба основал и возглавил Национально-демократическую партию (НДП) — политическую организацию консервативно настроенных овамбо.
Корнелиус Нджоба рассматривался как сильный противник Сэма Нуйомы — поскольку опирался на чернокожих крестьян-собственников, отвергающих планы национализации земли. Характерно, что в 1973 СВАПО сумела организовать бойкот местных выборов в Овамболенде: в голосовании участвовали менее 3 % избирателей — а в 1975 году, когда местное правительство возглавил Нджоба, на избирательные участки пришли уже 55 %.
В 1975 году Корнелиус Нджоба принял участие в конституционной конференции, организованной оккупационными властями ЮАР и лояльными политическими организациями ЮЗА. Он стал одним из основателей правоконсервативной коалиции Демократический альянс Турнхалле (ДТА). Возглавляемая Нджобой НДП являлась одной из крупнейших структур ДТА, наряду с НУДО Клеменса Капууо и Республиканской партией Дирка Маджа.
После убийства Клеменса Капууо в марте 1978 Корнелиус Нджоба занял пост президента ДТА. В 1980 он уступил руководство альянсом Петеру Калангуле. При этом он оставался руководящим активистом ДТА. Погиб в 1983 в результате взрыва, предположительно устроенного боевиками СВАПО.